# GoGo Tomago
GoGo Tomago (Leiko Tanaka) es un personaje ficticio, una superheroína que aparece en los cómics estadounidenses publicados por Marvel Comics. Su primera aparición fue en Sunfire & Big Hero 6 # 1 y fue creada por Steven T. Seagle y Duncan Rouleau.
GoGo aparece en la animación de Disney la película Big Hero 6 (2014) y series de televisión, con la voz de Jamie Chung. Ella se muestra como una adicta a la adrenalina atlética que no habla mucho. Posee discos electromagnéticos que se pueden usar como patines y también tiene discos más pequeños dentro de ellos que se pueden lanzar como proyectiles.

## Historial de publicaciones
Creados por Steven T. Seagle y Duncan Rouleau en su tiempo libre mientras trabajaban en otro proyecto, Honey Lemon tuvo la intención de aparecer con el resto de Big Hero 6 en Alpha Flight # 17 (diciembre de 1998). Sin embargo, el equipo apareció por primera vez en su propia miniserie de tres números del escritor Scott Lobdell y el artista Gus Vásquez, que, debido a problemas de programación, se publicó antes del Alpha Flight # 17. El personaje apareció con el equipo en una miniserie de cinco números subsecuentes que fue lanzada por Marvel Comics en septiembre de 2008.

## Biografía ficticia
Criada en las calles de Utsunomiya, Prefectura de Tochigi, la joven erótica Leiko Tanaka se unió a Shikei-otaku, una de las muchas pandillas de motociclistas jóvenes (Bōsōzoku) involucradas en ocupaciones de Yakuza. A los 18 años, fue arrestada durante un robo fallido del Complejo Industrial de Kiyohara y condenada a cinco años de prisión en la prisión de Tochigi. Sin embargo, antes de cumplir su sentencia completa, los ingenieros del Ministerio de Defensa de Japón llegaron a ella con un acuerdo: obtener una pronta liberación de la prisión a cambio de una prueba piloto de un exotraje experimental. Tanaka, que fue elegida como un sujeto de prueba por su buen comportamiento en la prisión y sus habilidades de motociclismo de alta velocidad, aceptó los términos del gobierno y pronto se encontró en el exotraje "Go-Go Tomago", llamada así por la forma de esfera que tiene. La armadura se usa cuando se propulsa por el aire a altas velocidades ("tomago" es una corrupción de "tamago", la palabra japonesa para "huevo").
Cuando se formó el consorcio altamente secreto de políticos y entidades comerciales japonesas conocido como el Giri para reclutar y capacitar a potenciales superhumanos para Big Hero 6, Go-Go Tomago fue elegida como miembro fundador del equipo debido a su competencia con el exotraje y la creencia de que su miedo a ser enviada de nuevo a la cárcel facilitaría que la Giri la controlara. Impulsiva y exaltada, Go-Go inicialmente se enfrentó con prácticamente todos los miembros de su nuevo equipo. Ella se negó a recibir órdenes del líder inicial del equipo, Samurái de Plata (Kenuichio Harada), y estaba increíblemente celosa de su compañera de equipo, Honey Lemon (Aiko Miyazaki). Sin embargo, una vez que se aclimató al equipo, su gran respeto por sus compañeros de equipo se convirtió en un verdadero parentesco.

## Poderes y habilidades
El traje de batalla de Go-Go Tomago es un dispositivo activado por voz que absorbe y amplifica la energía cinética, permitiendo a su portador transubstanciar temporalmente su masa corporal en energía termoquímica simplemente al pronunciar las palabras "Go-Go Tomago". Esta transformación puede ser parcial o total. Durante una transformación parcial, el cuerpo del usuario está rodeado por un aura termoquímica de media pulgada de espesor que otorga al usuario una capacidad limitada de invulnerabilidad, vuelo y proyección de energía. Durante una transformación total, el cuerpo entero del portador se transubstancia en una "bola de poder" esférica de alta velocidad y alto impacto, que acumula mayor velocidad y fuerza con cada impacto de rebote adicional mientras está en movimiento. Después de una serie de rebotes suficientemente numerosos y enérgicos para acumular poder, el usuario puede lanzarse a un objetivo dado con un tremendo impacto explosivo. Go-Go Tomago es aparentemente ilimitado por la cantidad de tiempo que puede permanecer en la forma de bola de poder termoquímica, aunque su cuerpo se fatiga después de largos períodos de rebote a altas velocidades. La han cronometrado a velocidades de hasta 185 millas por hora. El casco de Go-Go Tomago está hecho completamente de fibra de carbono y es extremadamente duradero y ligero.
Go-Go Tomago también es una motociclista experta y una piloto de carreras y de trucos consumado. También tiene varios contactos en el inframundo criminal de Japón, ya que muchos de sus antiguos asociados de bōsōzoku no saben que ella se desempeña en secreto como miembro del principal equipo de superhéroes de Japón.

## En otros medios

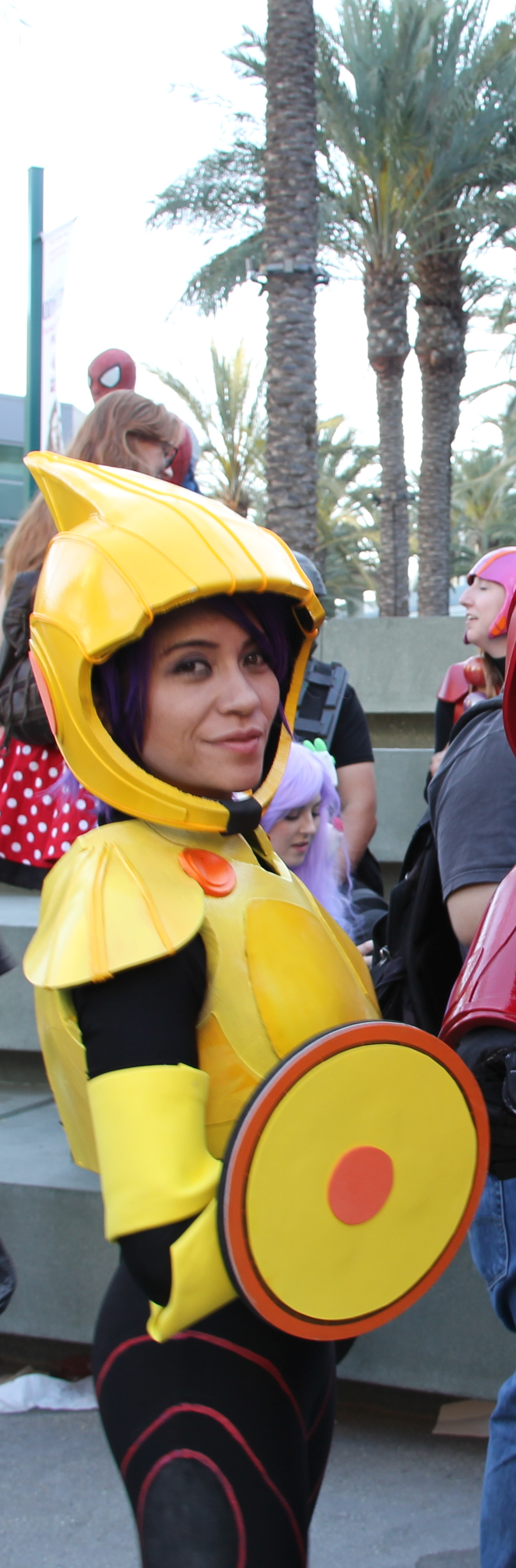
Cosplayer del personaje de la película de Disney en la WonderCon de 2015

### Versión de Disney

#### Película
En la adaptación de la película, GoGo, renombrado como Go Go Tomago, aparece en la película animada de Disney, Big Hero 6, con la voz de Jamie Chung. En la película, Go Go se muestra como una adicta a la adrenalina resistente, atlético y no muy habladora que está desarrollando ejes de ruedas electromagnéticas en el Instituto de Tecnología de San Fransokyo. El codirector Don Hall dijo: "Definitivamente es una mujer de pocas palabras... Vimos a los mensajeros en bicicleta como inspiración para su personaje". Su nombre es un apodo en el que Fred pensó con su nombre real, que nunca se dice en la película, por ser algo "no amenazante" como Ethel, Marge o Patty como lo reveló Chung.
Esta versión de Go Go estudia los electroimanes y tiene una personalidad dura y competitiva, aunque muestra un lado más suave y cariñoso, y defiende a su equipo, específicamente a Hiro, a quien ella siente cerca. También tiene el hábito de masticar y reventar chicle, y se lo sacará de la boca y lo colocará en algún lugar cuando se ponga más activa. Go Go usa un traje blindado amarillo que fue construido por Hiro con grandes discos electromagnéticos que se pueden usar como patines en línea y contienen discos más pequeños que se pueden lanzar como proyectiles.

#### Televisión
Go Go aparece en Big Hero 6: The Series con Chung repitiendo el papel. En el primer episodio, "Baymax Returns", Go Go es la más reacia a volver a luchar contra el crimen, pero para entonces cambia de opinión, sobre todo para mantener a sus amigos fuera de problemas. Se muestra que Go Go es casi incapaz de ofrecer una visión optimista hasta que "Big Roommates", cuando Honey Lemon se desilusionó con su perspectiva y se vio obligada a prepararla. A ella también le complace golpear cualquier cosa con la cara de Fred. A pesar de su estilo de vida adicto a la adrenalina, Go Go se dirigirá al bosque para observar aves de vez en cuando y se niega a que alguien la acompañe. En el final de la temporada 2, se gradúa de SFIT.

#### Videojuegos
Go Go hace una aparición junto con el resto de Big Hero 6 en Kingdom Hearts III.